# تونی پلوسو
تونی پلوسو (انگلیسی: Tony Peluso؛ ۲۸ مارس ۱۹۵۰ – ۵ ژوئن ۲۰۱۰) یک موسیقی‌دان اهل ایالات متحده آمریکا بود.